# 慶山真弓
慶山 真弓（よしやま まゆみ、1976年7月4日 - ）は、兵庫県出身の女子バスケットボール選手。身長183cm。ポジションはセンター。2009年に引退。現在はパーソナルトレーニングジムを運営している。

## 来歴
甲子園学院高校から、シャンソン化粧品に入社。バスケット部に入部し、主力として活躍。シャンソン黄金時代を支えた。
また、全日本にも選ばれ、1998年の世界選手権及びアジア大会に出場し、アジア大会では金メダルを獲得した。
2003年、WIリーグのアイシン・エィ・ダブリュのアイシン ウィングスに移籍。2006年にはWリーグ昇格に導いた。
2009年に引退しその後、人材育成部に所属し、新入社員教育やリーダーシップ教育など担当。
2022年にパーソナルトレーニングジムを開業。

## 経歴
- 甲子園学院高校 - シャンソン化粧品（1995年〜2003年） - アイシンAW（2003年〜2009年）

## 日本代表歴
- 1998世界選手権
- 1998アジア大会
- 1999アジア選手権